# Hanna Brandenfels
Hanna Brandenfels (Pseudonym für Hanna Eichemeyer, weitere Namensform: Hanna Niclas Eichemeyer; * 8. August 1869 in Königsberg (Preußen) als Hanna Nickel (auch: Johanna Nickel oder Hanna Niclas); † nach 1932) war eine deutsche Schriftstellerin.

## Leben
Nach dem frühen Tod der Eltern wurde Hanna Brandenfels in Berlin großgezogen. Sie heiratete den früheren Besitzer des Erbpachthof Sternberger Burg in Sternberg und lebte mit ihrem Mann in Rostock. Nach dem Tode ihres Mannes 1928 blieb sie in Rostock. Brandenfels veröffentlichte während des Kaiserreichs eine Reihe von Romanen und Erzählungen, die der Unterhaltungsliteratur zugerechnet werden können.
Über das spätere Leben der Autorin ist wenig Gesichertes bekannt. Sie stand bis 1932 im Rostocker Adressbuch, 1934 allerdings nicht mehr, so dass in der Hauptquelle nur die Angabe „gest. wohl um 1933 in Rostock“ steht.
Ihre Werke sind nur noch antiquarisch verfügbar und werden als Klassik-Reprints angeboten.

## Werke
- Prinzessin ohne Land und Krone, Friedrich Petersen Verlag, Berlin 1894 (unter dem Namen Ellen List); 4. Auflage unter Hanna Brandenfels, Costenoble, Jena, 1913
- Ein Meteor, Deutsches Verlagshaus Bong & Co., Berlin, Leipzig, Wien 1897
- Rose Victoria, Deutsches Verlagshaus Bong & Co., Berlin, Leipzig, Wien  1897
- Baroneß Köchin, Deutsches Verlagshaus Bong & Co., Berlin, Leipzig, Wien  1899
- Schein, Deutsches Verlagshaus Bong & Co., Berlin, Leipzig, Wien 1899
- Revanche, Deutsches Verlagshaus Bong & Co., Berlin, Leipzig, Wien 1900
- Tante Jette, Deutsches Verlagshaus Bong & Co., Berlin, Leipzig, Wien  1901
- Die Fee von Rabendorf, Deutsches Verlagshaus Bong & Co., Berlin, Leipzig, Wien 1902
- Das Rosenhäuschen, Carl Reißner Verlag, Dresden 1905
- Der dumme Peter und andere Novellen, Rostock 1907
- Landmädelgeschichten, Ludwig von Vangerow-Verlag, Bremerhaven 1908
- Madame Nett, Seyfert-Verlag, Dresden 1910
- Der Stallbaron, Deutsches Verlagshaus Bong & Co., Berlin, Leipzig, Wien 1911
- Das Kuckucksei, Deutsches Verlagshaus Bong & Co., Berlin, Leipzig, Wien 1912
- Durchgebrannt, Deutsches Verlagshaus Bong & Co., Berlin, Leipzig, Wien 1913
- Liebchen, Seyfert-Verlag Dresden 1917
- Der Schneidergraf, Reissner-Verlag, Dresden 1917